# Улица Ленина (Кобрин)
Улица Ленина (бел. Вуліца Леніна) — улица в Кобрине. Одна из главных городских улиц. Проходит от площади Ленина до северо-восточной границы города.

## История
Первоначально улица называлась Бобруйской, по городу Бобруйску. Улица возникла при прокладке в середине XIX века (закончена в 1846 году) шоссе Москва-Варшава. В польский период истории Кобрина (до 1939 года) называлась улицей Пилсудского. С включением Кобрина в состав СССР стала называться улицей Ленина. Начальный участок улицы, от площади Ленина до площади Свободы, был, как и сама площадь Ленина, сооружён только в 1950-е годы. Современный мост через Мухавец также построен после войны, старые деревянные мосты на этом месте горели во время войн в 1915, 1939 и 1944 годах.

## Описание
Первомайская улица проходит на север с поворотом на северо-восток, начинаясь от площади Ленина и улицы Пушкина, проходя через площадь Свободы, пересекая по мосту Мухавец. К ней примыкают с запада улицы Советская, Матросова, 17 Сентября, Пролетарская, Привокзальная, с востока — Никольская, Некрасова и другие. Улица заканчивается на границе города, переходя в автодорогу Р2. Нумерация домов — от площади Ленина.

## Примечательные здания и сооружения
Застройка начальной части улицы Ленина входит в Государственный список историко-культурных ценностей Республики Беларусь как в составе исторического центра Кобрина (код 113Г000383), так и отдельно (код 113Е000719). Под государственной охраной находятся дома 6, 10, 12, 14, 15, 17, 18, 19, 20, 21, 23, 24, 25, 26, 27, 28, 29, 30, 32, 33, 35, 36, 37, 40, 41, 42, 43, 44, 49, 53, 57, 73, 77.
По нечётной стороне
По чётной стороне
- № 6 — торговые ряды, середина XIX века, перестроены в 1920-е гг.
- № 18 — Александро-Невский собор, 1864—1868 гг., историко-культурная ценность (код 112Г000392)[3]